# Virgen con el Niño entre los santos Antonio Abad y Jorge
La Virgen entre los santos Antonio Abad y Jorge es una obra de Pisanello, la única pintura sobre tabla que firmó ("Pisanus"), datable hacia 1445. Se trata de una pieza al temple de 47 × 29 cm conservada en la National Gallery de Londres.

## Historia
Quizá sea la obra que un sujeto no especificado menciona en documentos antiguos como pintada en 1445 para el deleite de Belriguardo, la villa en el campo erigida por los Este como su palacio de verano.
La obra formaba parte de la colección Costabili en Ferrara, donde fue mencionada en 1841 en la descripción de Laderchi. En 1862 fue puesta a la venta y comprada por Sir Charles Eastlake; luego, en 1867, su viuda entregó la pintura al museo de Londres. Según A. Venturi, que relata una tradición, San Jorge estaría representado por Leonelo de Este, también en base a la similitud de la cabeza del santo con los retratos sobre tabla y en medalla que Pisanello hizo del señor de Ferrara. Se trataría entonces de un retrato a lo divino, en que el santo era representado con los rasgos del propio comitente o donante. Significativamente, la Virgen y san Antonio portan tras sus cabezas sólidos halos de oro, pero Jorge no.

## Descripción y estilo
A pesar del pequeño tamaño, la pintura está configurada como un retablo. La iconografía es muy original, con la Virgen y el Niño apareciendo en el cielo arriba en el centro de un gran halo dorado que irradia ondas curvilíneas de luminosidad, mientras que abajo los dos santos, de pie uno frente al otro, entablan un silencioso diálogo de miradas. A la izquierda está San Antonio Abad, como monje anciano tocando su campana y acercando un rústico cayado a su costado; a sus pies detrás, se encuentra acostado el jabalí, ligado a su leyenda, que se muestra manso y dócil.
A la derecha está San Jorge, retratado con un lujoso atuendo también contemporáneo con deslumbrante armadura de plata y oro y un sombrero de paja de ala muy ancha aristocráticamente adornado con una pluma (una producción artesana típica de Cremona); detrás de él están los caballos, que sólo se vislumbran por una pequeña parte del hocico, con sus dorados arreos en relieve y a sus pies se alza un dragón indomable, que parece querer retorcerse entre los tobillos del santo; La mirada de san Jorge es baja y pensativa, como si manifestara cierta impaciencia, subrayada por su nervioso acariciar el bastón de mando.
El estilo es el de la última etapa del pintor, ahora influido por temas renacentistas, creando un espacio ilusorio de bosque, renunciando al gótico fondo dorado abstracto, aunque las figuras siguen simplemente yuxtapuestas, no colocadas en un espacio racional.
La firma está en la parte inferior central, camuflada como un grupito de raíces en el suelo.